# Мейер, Бернхард
Бернхард Мейер (нем. Bernhard Meyer, 1767—1836) — немецкий врач и натуралист (ботаник, орнитолог).

## Занятия ботаникой
Бернхард Мейер известен как один из авторов, вместе с Филиппом Готфридом Гертнером (Philipp Gottfried Gaertner, 1754—1825) и Иоганном Шербиусом (Johannes Scherbius, 1769—1813), работы Oekonomisch-technische Flora der Wetterau («Экономически-техническая флора Веттерау»; сокращённая форма для номенклатурного цитирования — Oekon. Fl. Wetterau). Работа была опубликована во Франкфурте-на-Майне в трёх томах (четырёх книгах) в 1799—1802 годах; в ней имелось достаточно большое число новых названий таксонов, авторство которых теперь обозначается как G.Gaertn., B.Mey. & Scherb. К примеру, именно в этой работе было введено в ботаническую номенклатуру научное название рода Хрен: Armoracia G.Gaertn., B.Mey. & Scherb. (1800).
Помимо семенных растений, Мейер занимался исследованием мхов.

## Занятия орнитологией
В 1805 году была опубликована работа Naturgeschichte der Vögel Deutschlands («Естественная история птиц Германии»), которую Бернхард Мейер написал в соавторстве с педагогом и орнитологом Иоганном Вольфом.
В 1810—1822 годах была опубликована ещё одна совместная работа Мейера и Вольфа — Taschenbuch der deutschen Vögelkunde («Краткий справочник по птицам Германии»).
Именно Мейер и Вольф являются авторами наименования такого таксона, как отряд птиц Piciformes Meyer et Wolf, 1810 (Дятлообразные).
В честь Бернхарда Мейера назван один из африканских видов попугаев, Poicephalus meyeri (Cretzschmar, 1827).